# Centre démocrate
Centre démocrate, Nederlands: Democratisch Centrum, was een politieke partij in Frankrijk van christendemocratische signatuur. Het was de opvolger van de Mouvement républicain populaire MRP. De partij bestond tussen 1966 en 1976.

## Geschiedenis
Er verscheen op 7 januari 1966 een manifest, dat door diverse christendemocraten van de Mouvement républicain populaire was ondertekend, waarin zij de oprichting van een nieuwe, christendemocratische partij in het politieke centrum aankondigden om de inmiddels sterk verzwakte MRP te vervangen. Zo kwam het Centre démocrate op 2 februari 1966 tot stand. Het CD positioneerde zich tussen de linkse partijen, zoals de socialistische partijen en de PCF, als alternatief voor het marxisme en gaullistisch rechts. Het Centre démocrate steunde de Europese Unie en manifesteerde zich als sociale partij. De voornaamste oprichters kwamen uit de Mouvement républicain populaire, zoals Jean Lecanuet, maar er waren ook leden van de conservatieve CNIP en van de links-liberale radicale partij betrokken bij de oprichting.
Het Centre démocrate haalde bij de parlementsverkiezingen van 1967 41 zetels en bij de parlementsverkiezingen van 1968 33 zetels. De conservatieve leden van de CNIP verlieten daarop het Centre démocrate. In 1969 verliet een aantal leden dat het beleid van de gaullistische Jacques Chaban-Delmas steunde het CD, en richtte een nieuwe Christendemocratische partij op: Centre démocratie et progrès CDP. 
Het Centre démocrate schoof bij de presidentsverkiezingen van 1969 een eigen presidentskandidaat naar voren: Alain Poher, de voorzitter van de Senaat, die bij de eerste ronde op 1 juni 1969 met 23,31% van de stemmen tweede werd, achter Georges Pompidou, en doorging naar de tweede ronde op 15 juni 1969, waar hij 41,78% van de stemmen kreeg. Zijn tegenkandidaat, Georges Pompidou, werd met 58,21% de nieuwe president van Frankrijk.
Het Centre démocrate van Jean Lecanuet en de Parti radical valoisien van Jean-Jacques Servan-Schreiber stichtten in 1972 een samenwerkingsverband met als naam Mouvement réformateur MR, die 30 zetels bij de parlementsverkiezingen van 1973 veroverde. Het Centre démocrate steunde bij de presidentsverkiezingen van 1974 de kandidatuur van Valéry Giscard d'Estaing.
Het Centre démocrate en het Centre démocratie et progrès fuseerden op 23 mei 1976 tot het Centre des démocrates sociaux, dat onder de naam Force démocrate deel uitmaakte van het Union pour la démocratie française UDF.
Paul Stehlin, François Bayrou en Alain Poher waren lid van het Centre Démocrate.
De jeugdbeweging van het CD was de Association nationale des jeunes de Centre démocrate ANJ-CD, Associatie van Jongeren van het Democratisch Centrum.
| Zetelverdeling Nationale Vergadering | Zetelverdeling Nationale Vergadering |
| jaar                                 | zetels                               |
| ------------------------------------ | ------------------------------------ |
| 1967                                 | 41                                   |
| 1968                                 | 33                                   |
| 1973                                 | 30                                   |